# Перегрупування Гофмана
Перегрупування Гофмана (рос. перегруппировка Гофмана, англ. Hofmann reaction (rearrangement)) — реакція скорочення карбонового ланцюга в молекулах амідів кислот (аліфатичних, ароматичних, гетероциклічних) із утворенням первинних амінів.
Взаємодія протікає під дією гіпогалогенітів у водному розчині (50—80 °С) і відбувається зі збереженням конфігурації у випадку оптично активних амідів.
Реакція була відкрита Августом Вільгельмом фон Гофманом у 1881 році.

## Механізм
Незаміщені аміди при взаємодії з гіпобромітом натрію (або розчином брому в гідроксиді натрію) утворюють нестійкий нітрен R(=O)N, котрий внаслідок перегрупування утворює ізоціанат R-N=C=O. Отриманий ізоціанат гідролізується до заміщеної карбамінової кислоти, що декарбоксилюється (втрачає молекулу CO2) й утворює амін: